# Гнилец (Орловская область)
Гнилец — село в Троснянском районе Орловской области России. Входит в состав Никольского сельского поселения.

## География
Село находится в южной части Орловской области, в лесостепной зоне, в пределах центральной части Среднерусской возвышенности, на берегах ручья Бударин (приток реки Ока), на расстоянии примерно 16 км (по прямой) к юго-востоку от села Тросны, административного центра района. Абсолютная высота — 212 м над уровнем моря.
Климат
Климат характеризуется как умеренно континентальный с умеренно морозной зимой и тёплым летом. Средняя многолетняя температура самого холодного месяца (января), составляет −9,7°С, температура самого тёплого (июля) — +19°С. Среднегодовое количество атмосферных осадков — 540 мм.
Часовой пояс
Село Гнилец, как и вся Орловская область, находится в часовой зоне МСК (московское время). Смещение применяемого времени относительно UTC составляет +3:00.

## Население
| 2002 | 2010 |
| ---- | ---- |
| 449  | ↘336 |

Половой состав
По данным Всероссийской переписи населения 2010 года, в гендерной структуре населения мужчины составляли 44,3 %, женщины — соответственно 55,7 %.
Национальный состав
Согласно результатам переписи 2002 года, в национальной структуре населения русские составляли 100 % из 449 чел.

## Улицы
Уличная сеть села состоит из двух улиц:
- ул. Молодёжная,
- ул. Учительская.

## Известные уроженцы
- Виноградов, Николай Дмитриевич (1885—1980) — советский архитектор, реставратор, фотограф и коллекционер. Заслуженный деятель искусств РСФСР.